# Bill Orthwein
Bill Orthwein (n. 16 octombrie 1881, Saint Louis, Missouri, SUA – d. 2 octombrie 1955, Saint Louis, Missouri, SUA) a fost un înotător ce a reprezentat Statele Unite ale Americii, medaliat olimpic. A participat la o ediție a Jocurilor Olimpice (1904) în care a câștigat două medalii de bronz.